# Чжао Ихуань
Чжао Ихуань  (кит. 赵奕欢; род. 1987) — китайская актриса и модель, родилась в городе Гирин.

## Ранние годы
К Чжао обращались несколько агентств когда она училась в университете, позже она снялась в рекламных роликах для таких компаний как The Coca-Cola Company, Mengniu Dairy, Dairy Queen и Dongfangjibai (кит. 东方既白).

## Фильмография
- Basha policewoman (芭莎女警)
- New Paradise (青春乐园) (2011)[2]
- Youth Paradise Lost (2011)
- Pubescence (青春期) (2011)[3]
- Pubescence 3 (青春期3) (2012)
- Struggle (上位) (2013)
- The Supernatural Events on Campus (2013)
- Love Story (2013)
- Women’s Enemy (2013)
- The Cabin Crew (2014)
- Venture Girls (2014)

## Телевидение
- Dirty King (邋遢大王)[4]
- Yi Dong Ji Huan (一动即欢)[5]
- Xu Dong Cartoon (炫动卡通)[6]
- Tiantian 2008 (天天 2008)
- New Life Explosion (新生活大爆炸)[7]
- Women’s Enemy (女人公敌) (2013)

## Личная жизнь
Чжао Ихуань закончила Шанхайский педагогический университет в 2011 году. В настоящее время она вместе с семьей живёт в Шанхае.